# Jean-Jacques Henner

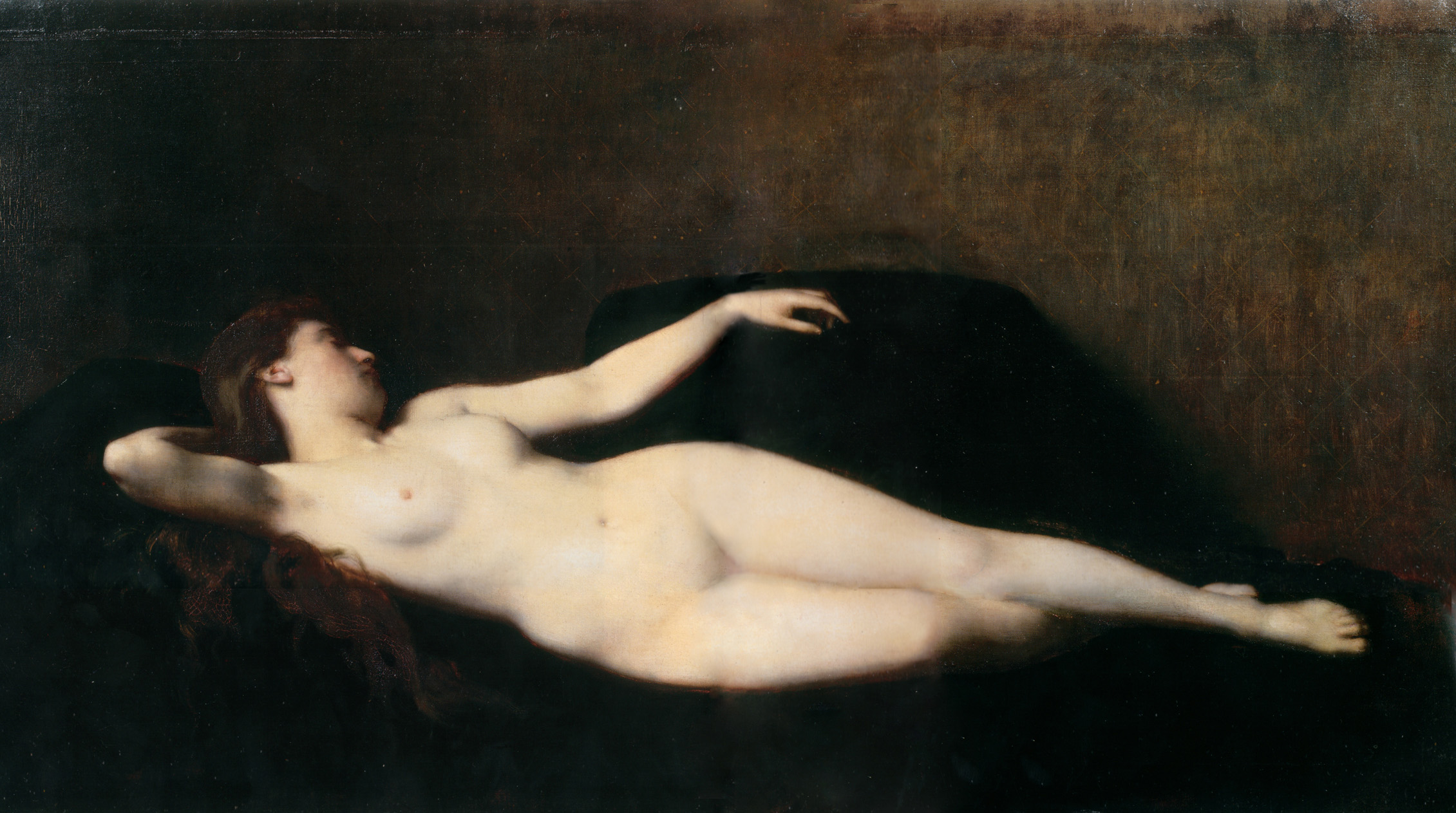
Kobieta na czarnej otomanie, 1865

Jean-Jacques Henner (ur. 5 marca 1829 w Bernwiller, zm. 23 lipca 1905 w Paryżu), malarz francuski. Uważany za ostatniego romantyka.
Henner studiował w Strasburgu i w École des Beaux-Arts w Paryżu u Michaela Drollinga. W 1858 wygrał Prix de Rome i spędził lata 1859–1865 we Włoszech, gdzie wywarły na nim wrażenie koloryt i sentymentalizm obrazów Correggio i Giorgione. Malował zmysłowe akty i wyidealizowane portrety młodych kobiet, poruszał również tematykę religijną. W Paryżu przy ulicy de Villiers 43 znajduje sięMusée National Jean-Jacques Henner prezentujące dzieła artysty.

## Dzieła
- Paul Henner à la médaille, 1865,
- La Chaste Suzanne, 1865,
- La Biblis changée en Source, 1867,
- La Femme au parapluie, 1874,
- Naïade, 1875,
- La Femme à la fontaine, 1880,
- Hérodiade, (esquisse), 1880,
- Une baigneuse, 1881,
- La Liseuse, 1883,
- Portrait de Madame Kessler, 1886,
- Fabiola,
- Madeleine pleurant,
- Portrait de Jules Janssen (1824-1907),
- Rêverie, (1904-05),
- Portrait de Marie-Louise Pasteur.